# Nina Stähli

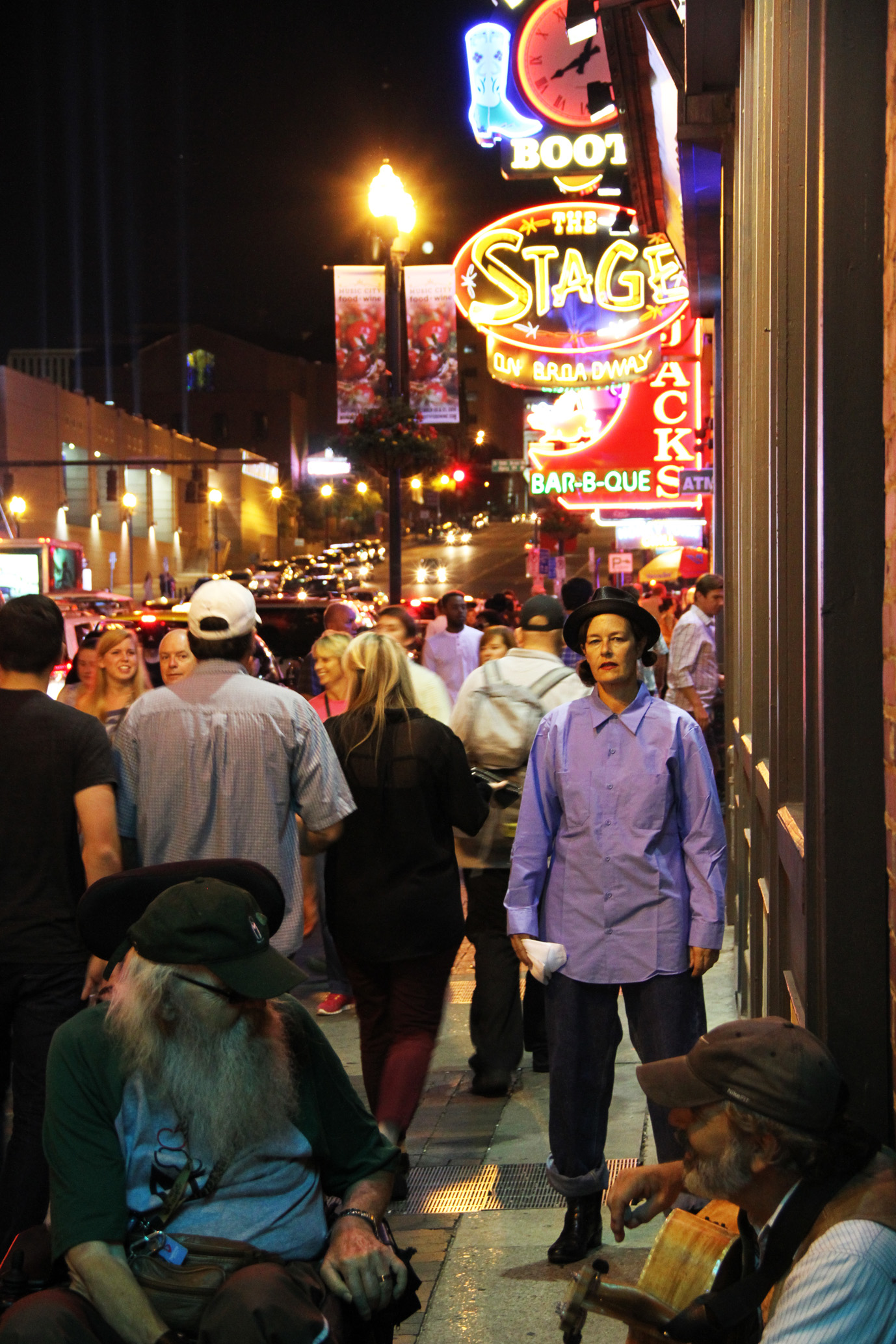
Nina Stähli in Nashville, TN

Nina Stähli (* 30. August 1961 in Cham ZG) ist eine in Mendrisio lebende Schweizer Künstlerin.

## Leben
Nina Stähli ist in Cham ZG, Schweiz aufgewachsen. Noch jung ging Stähli in den Süden und absolvierte in Rom, von 1983 bis 1985 die Schauspielschule „Il Cenacolo“ von Fausto Costantini. Sie blieb bis Anfang der 2000er Jahre mit zahlreichen Produktionen beim Theater. Von 1988 bis 1992 studierte sie Bildhauerei in der Bildhauerklasse von Walter Hürlimann (1934– 2005) an der Schule für Gestaltung in Zürich. Hürlimann war der Sohn des Bildhauers Walter Anton Hürlimann.
Eine weitere Ausbildung absolvierte Stähli 1997 bis 1998 am Istituto D’Arte G. Ballardini in Faenza, Italien. Von 2008 bis 2021 arbeitete sie in Berlin, von 2014 bis 2021 hatte sie ihr Schweizer Atelier in Luzern. Mitte 2021 verlegte sie ihr Atelier nach Mendrisio, Schweiz in der Nähe von Como, Italien und Mailand.

## Werk
Nina Stähli macht Interventionen, Performances, Filme und multimediale Ausstellungen. Ihre ersten Werkzyklen bestehen aus Plastiken, Malerei und Installationen. Dadurch, dass ihre expressive Malerei von Beginn an nicht nur auf konventioneller Leinwand, sondern auf alltäglichen Materialien wie Wellkarton oder Papiertüten ausgeführt wird, verlässt Stählis Kunst den geschützten Bereich der traditionellen Kunst. In einer zweiten Phase beginnen ihre Kunstwerke wie die sogenannten „Big Heads“ sich in tragbare Skulpturen zu verwandeln und so als Performancezubehör in Aktionen und Filmen mit der realen Welt zu interagieren. Geprägt von ihren Schauspielerfahrungen integriert sie in ihr singuläres Gesamtwerk Fotografie, Film, Literatur und Theater. Dafür geht sie Kooperationen mit Kuratoren, Kunsthallen, Galerien, Autoren und Kunstpublizisten ein. Des Weiteren hat sie mehrere Kunst- und Bauprojekte in der Schweiz und Berlin umgesetzt.

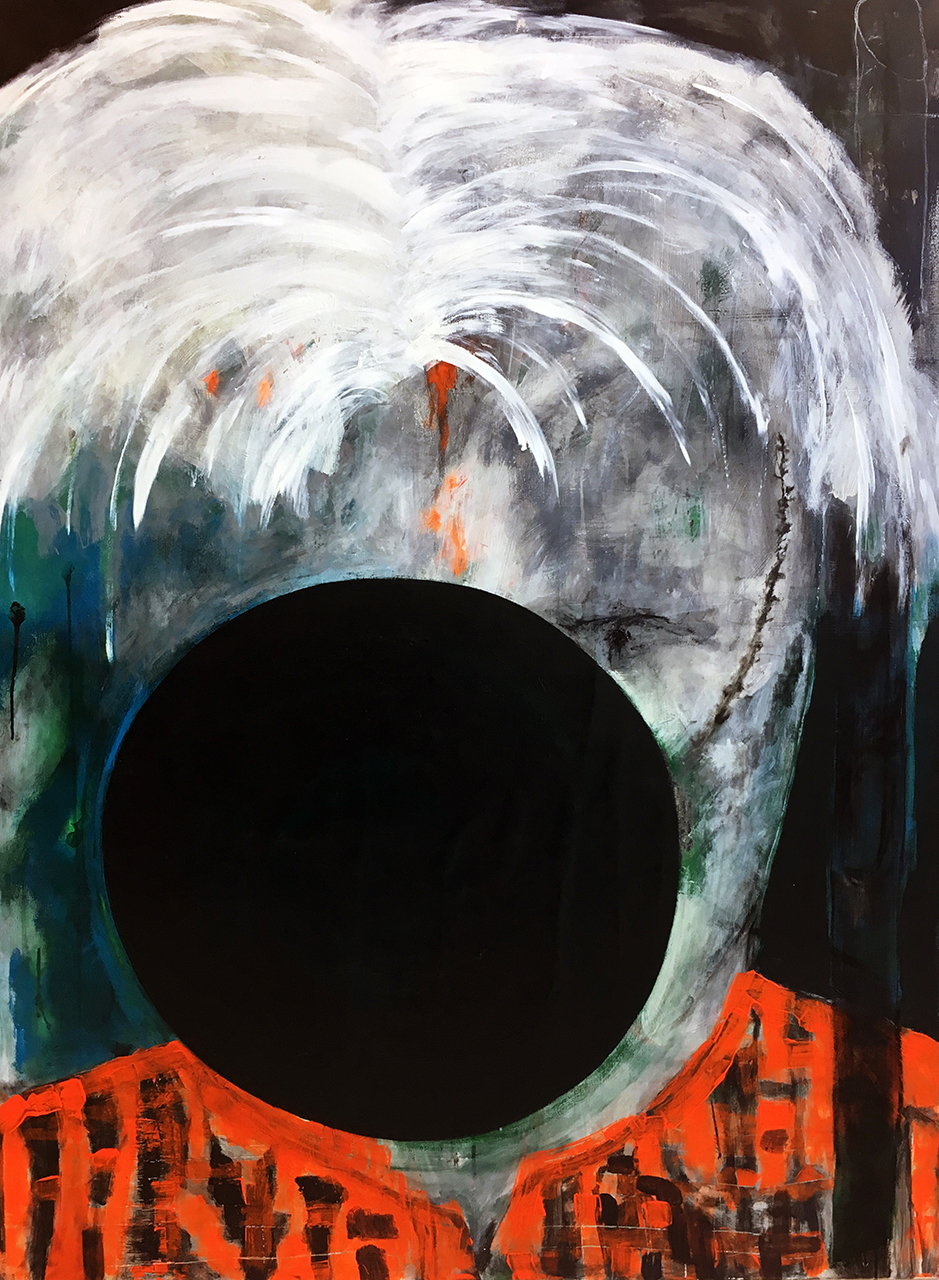
Bad Boy

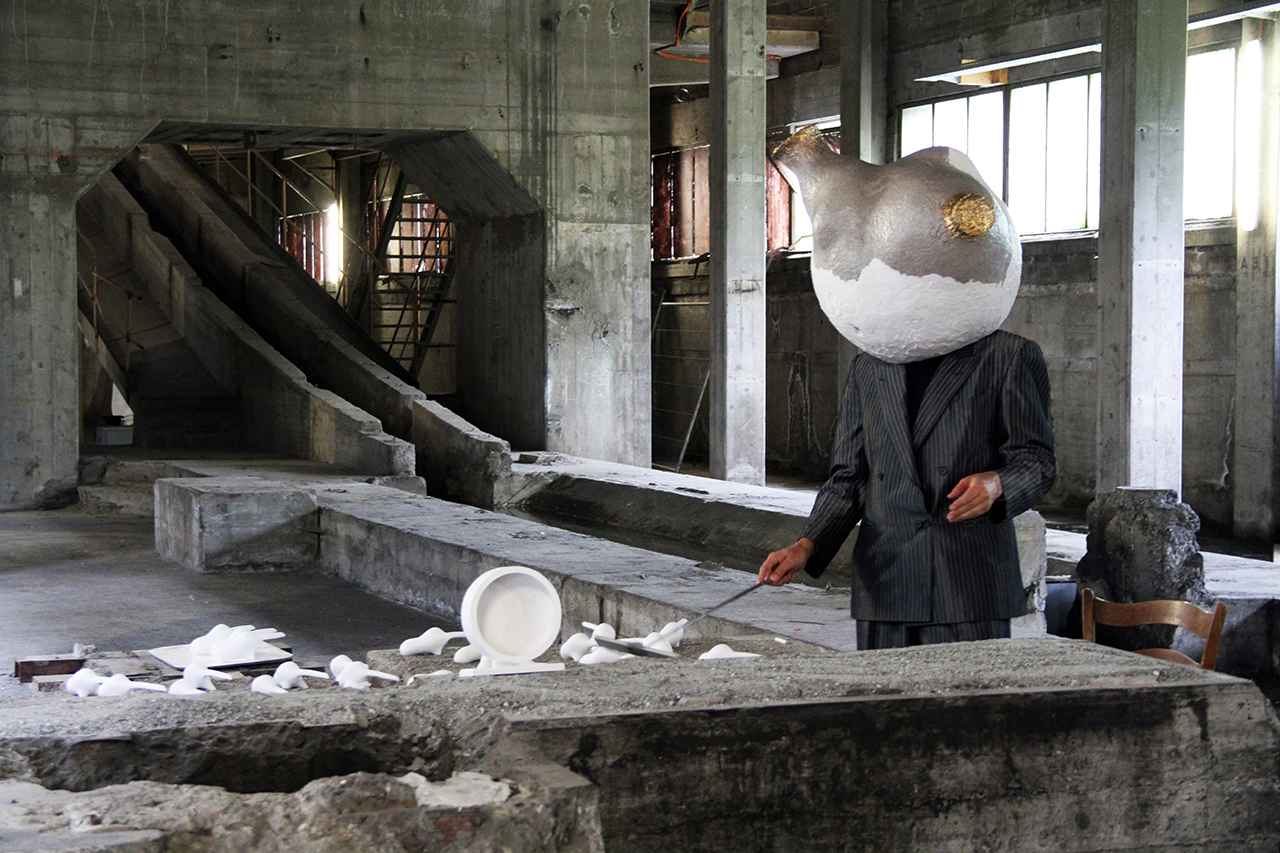
Big Head Cupiditas

## Ausstellungen, Filme, Auszeichnungen, Kunst und Bau, Performances (Auswahl)

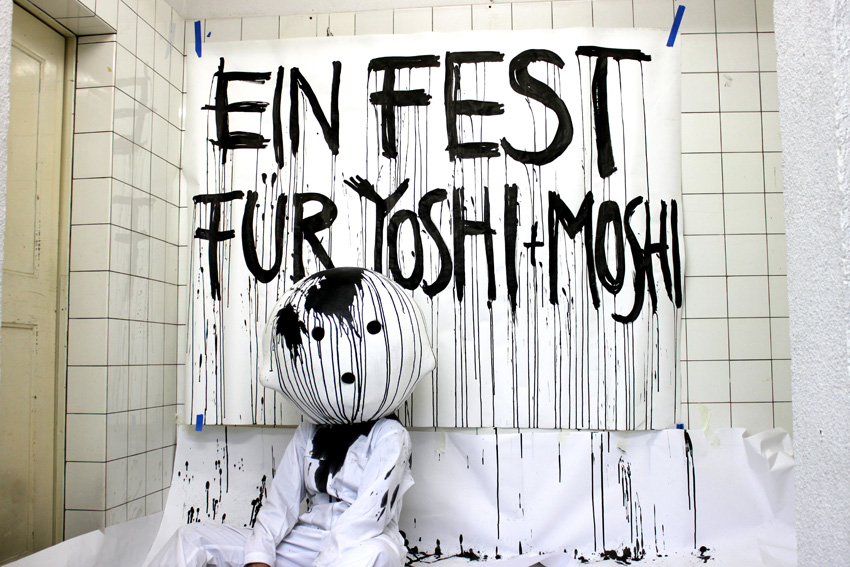
Ein Fest für Yoshi + Moshi

### Einzelausstellungen

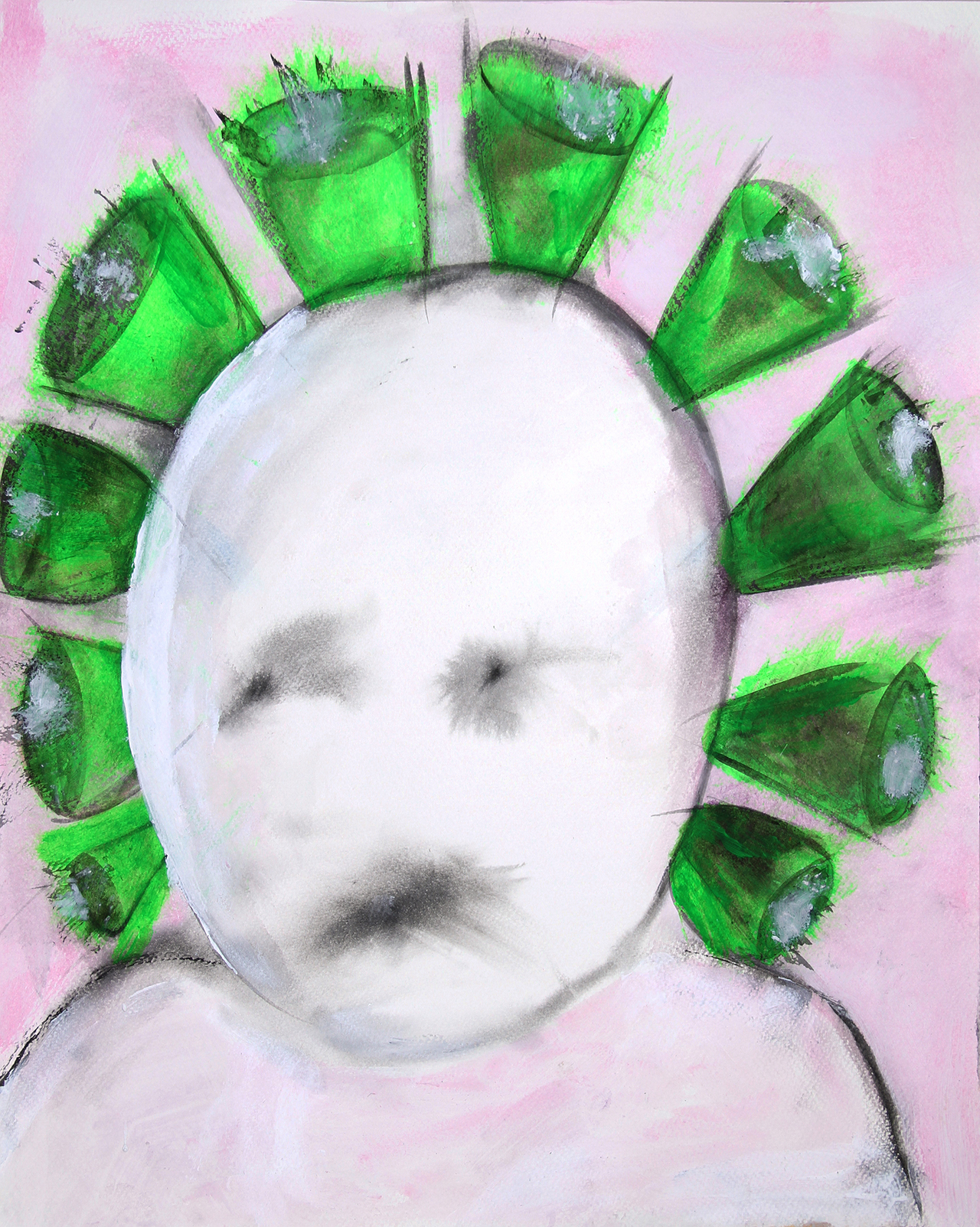
Gueules cassées

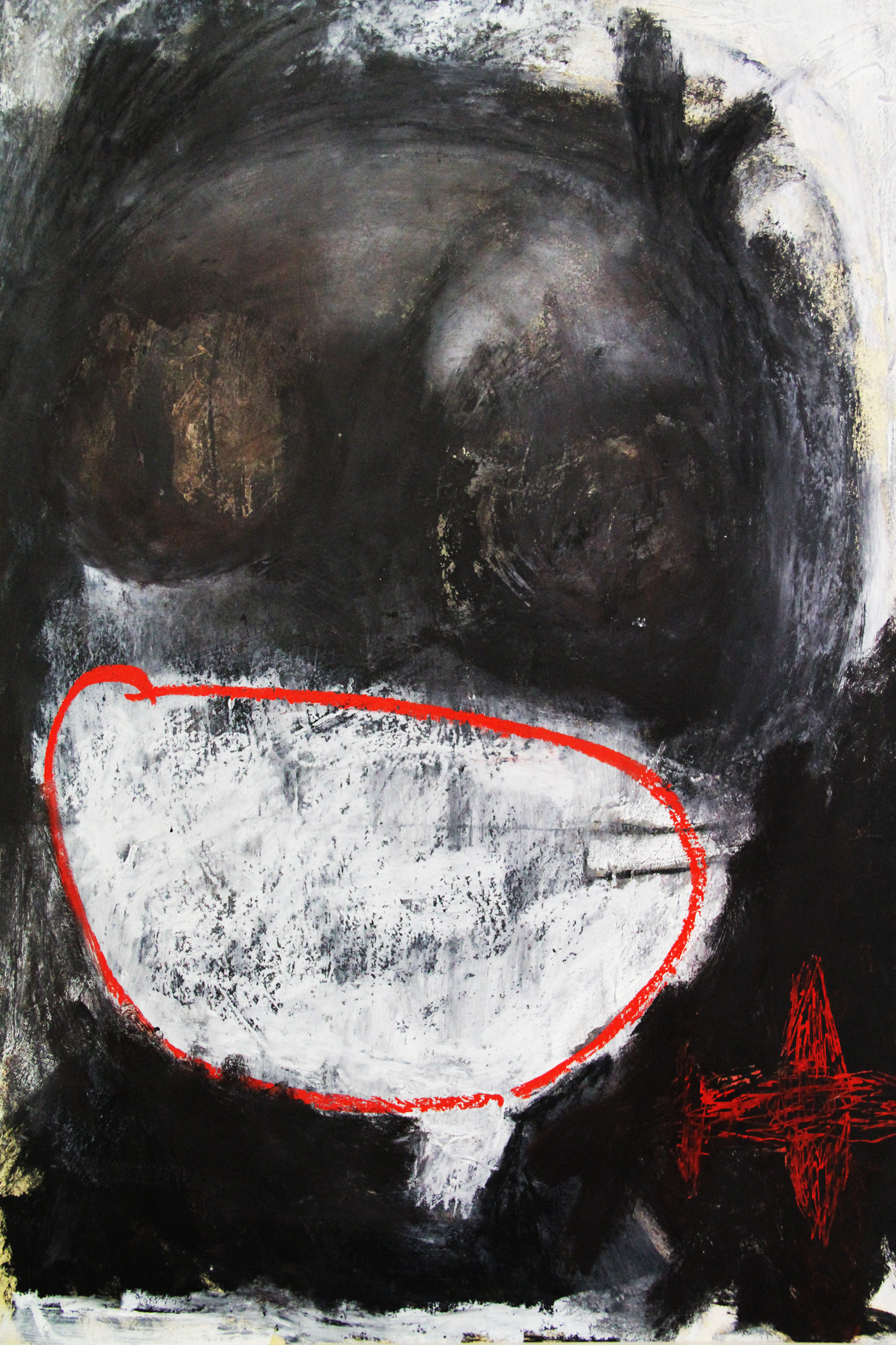
Card Board Paintings

Nina Stählis Einzelausstellungen sind von Beginn an nie blosse Werkpräsentationen gewesen. Stets ging und geht sie von realen oder fiktionalen Personen oder Themen wie beispielsweise Zwangsumsiedlung, Gier oder Einsamkeit aus, denen sie sich in einem lang andauernden Rechercheprozess annähert. Um diese herum entwickelt sie ganze Werkkomplexe aus Filmen und Performances, welche sie selbst und mit Hilfe eines Produktionsteams ausführt; für diese Aktionen entstehen Plastiken wie die maskenhaften "Big Heads", aber auch konventionelle Plastiken und Malereien. Dieses Gemisch lässt aus den Ausstellungen Inszenierungen werden, die sich vor, zur und nach der Eröffnung der Schau zeitlich weiter entfalten.
- 2005 Sotterraneo[2], SPAZIODELLAVOLTA, Genua IT
- 2008 Rolli Contemporanei[3] im Palazzo Pallavicini, Genua, IT
- 2009 touching heroes & katalyse[4], Art Seefeld, Zürich, CH

- 2009 touching heroes[5], Haus Zentrum, Stadt Zug, CH
- 2010 Ruby Dean[6], Visarte, Zürich, CH
- 2011 Processione[7], Galleria Studio 44, Genua, IT
- 2013 Head Download[8], Kunsthalle Luzern
- 2015 Glory Land[9], SCHAURAUM, Luzern, CH
- 2015 International Monkey Business[10] mit Alejandro Thornton, SCHAURAUM, Luzern, CH
- 2016 International Monkey Business[11] mit Alejandro Thornton, Proyecto ACE, Buenos Aires, ARG
- 2017 Cupiditas, Lokal int.[12], Biel, CH
- 2019 Battlefields of Cupiditas[13][14][15][16][17][18][19][20][21][22], Kunsthaus Zofingen, Zofingen, CH
- 2019 Battlefields of Cupiditas[23][24][25][26][27][28][29][30][31], Kunst Galerie Fürth, Fürth, DE
- 2020 Battlefields of Cupiditas[32][33][34], MACT/CACT Museo e Centro d’Arte Contemporanea Ticino, Bellinzona, CH
- 2020 Nina & the Big Heads[35][36][37][38], Etherea Art Gallery, Palazzo Ducale, Genua IT
- 2022 Wunderkammer: tra ragione ed erotismo[39][40], MACT/CACT Museo e Centro d’Arte Contemporanea Ticino, Bellinzona, CH
- 2022 Big-headed solitude[41][42][43], Kansas City Artists Coalition, Kansas City MO, USA
- 2023 HBLM/TLKM (hablame / talk to me)[44][45][46], mit Alejandro Thornton, Pabellón 4 Arte Contemporáneo, Buenos Aires ARG

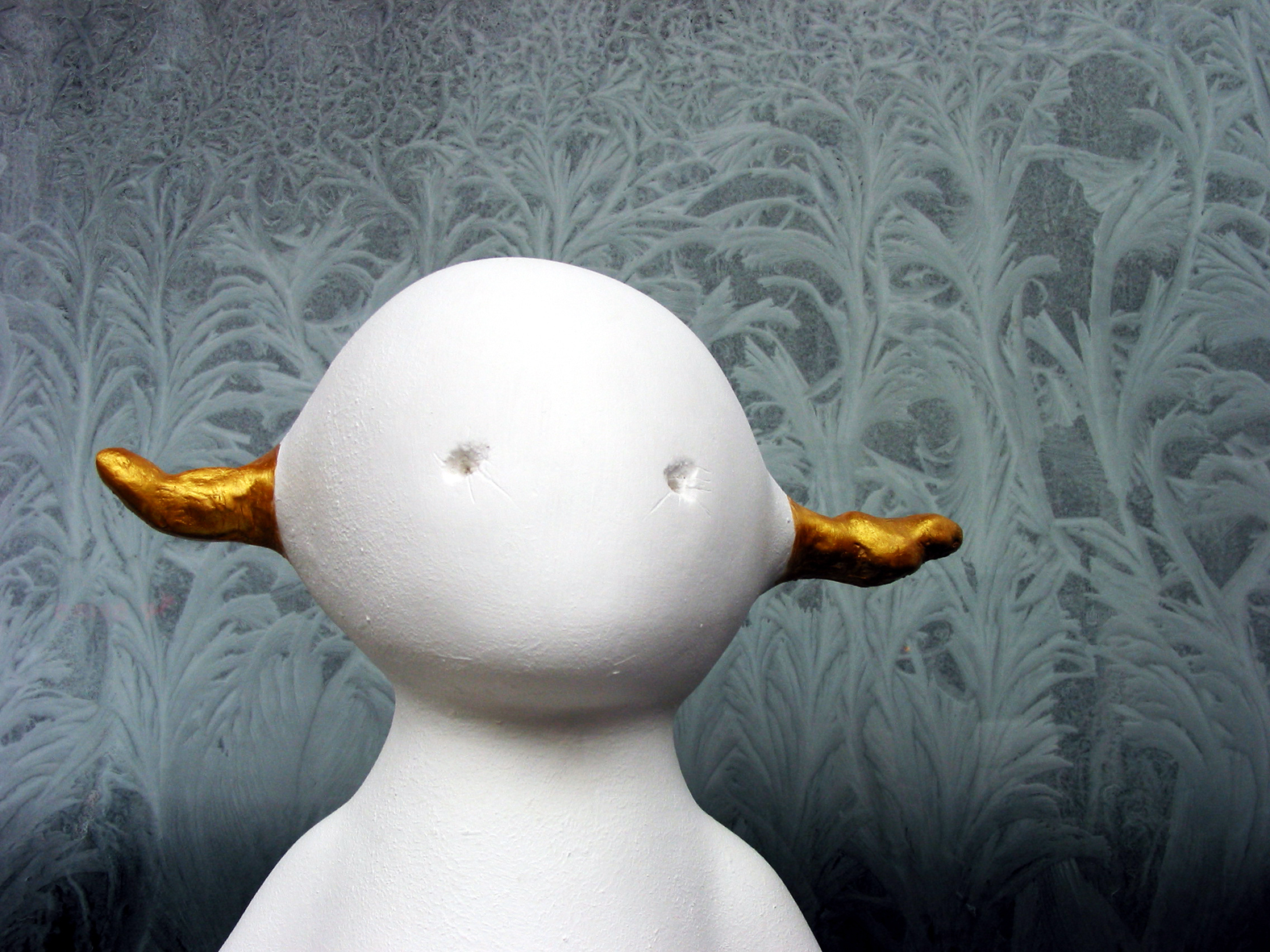
Ruby Dean

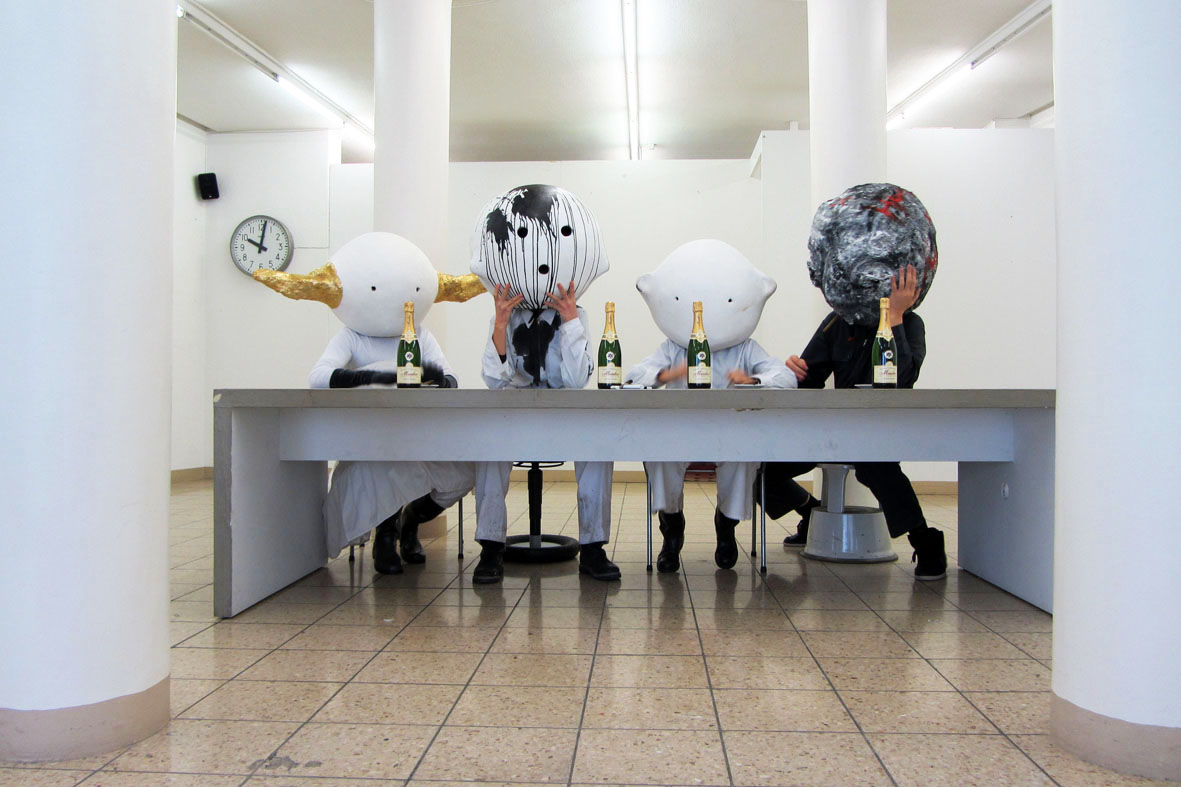
Last Supper mit Ruby Dean, Yoshi, Mount'n Dean, Hero

- 2023 homo_animalis[47][48], mit Martin Gut, Kunstraum Hochdorf, Hochdorf CH
- 2024 EXIT RIGHT[49][50][51], Galerie Billing, Baar-Zug CH

### Gruppenausstellungen
- 2008 Then we take Berlin[52], Substitut, Berlin, DE
- 2010 Via Zug[53], Haus Zentrum, Zug, CH
- 2011 Nel segno della donna[54][55][56], Museo d'arte contemporanea Villa Croce und im Museum des Theaters, Commenda di Prè, Genua, IT
- 2012 Video Processione[57], Sihlquai 55, Zürich, CH
- 2014  Segrete - Tracce di Memoria[58][59], Palazzo Ducale, Genua, IT
- 2014 Der helle Wahnsinn[60][61][62], Head Download Installation, Vögele Kulturzentrum, Pfäffikon, CH
- 2014 YESTERDAY-TOMORROW[63], Galerie Weiertal, Winterthur, CH
- 2015 IMAGO MUNDI[64], Fondazione Giorgio Cini, Venedig, IT
- 2016 Fabrikutop[65][66][67], Brunnen, CH
- 2017 Werke des Kantons[68], Kunsthaus Zug, Zug CH
- 2017 Biennale Le Latitudini dell'arte[69][70][71], Palazzo Ducale, Genua, IT
- 2018 Atelier On Stage - 20 Jahre Zug in Berlin[72], Shedhalle, Zug, CH
- 2020 Il Respiro dell’Arte[73][74][75][76][77][78][79][80][81][82][83], Palazzo Ducale, Genua, IT
- 2020 International Monkey Business mit Alejandro Thornton, VIII Encuentro de Poesía Visual de Peñarroya-Pueblonuevo[84], Córdoba, ES
- 2020 START GENOVA[85], Etherea Art Gallery, Palazzo Ducale, Genua IT
- 2021 Il Respiro dell’Arte[86][87][88], Breed Art Studios, Amsterdam, NL
- 2021 Destinazioni[89][90][91], Meeresmuseum Galata, Genua, IT
- 2023 EXI[S]T. Sublimazione della funzionalità.[92], MACT/CACT Museo e Centro d’Arte Contemporanea Ticino, Bellinzona, CH

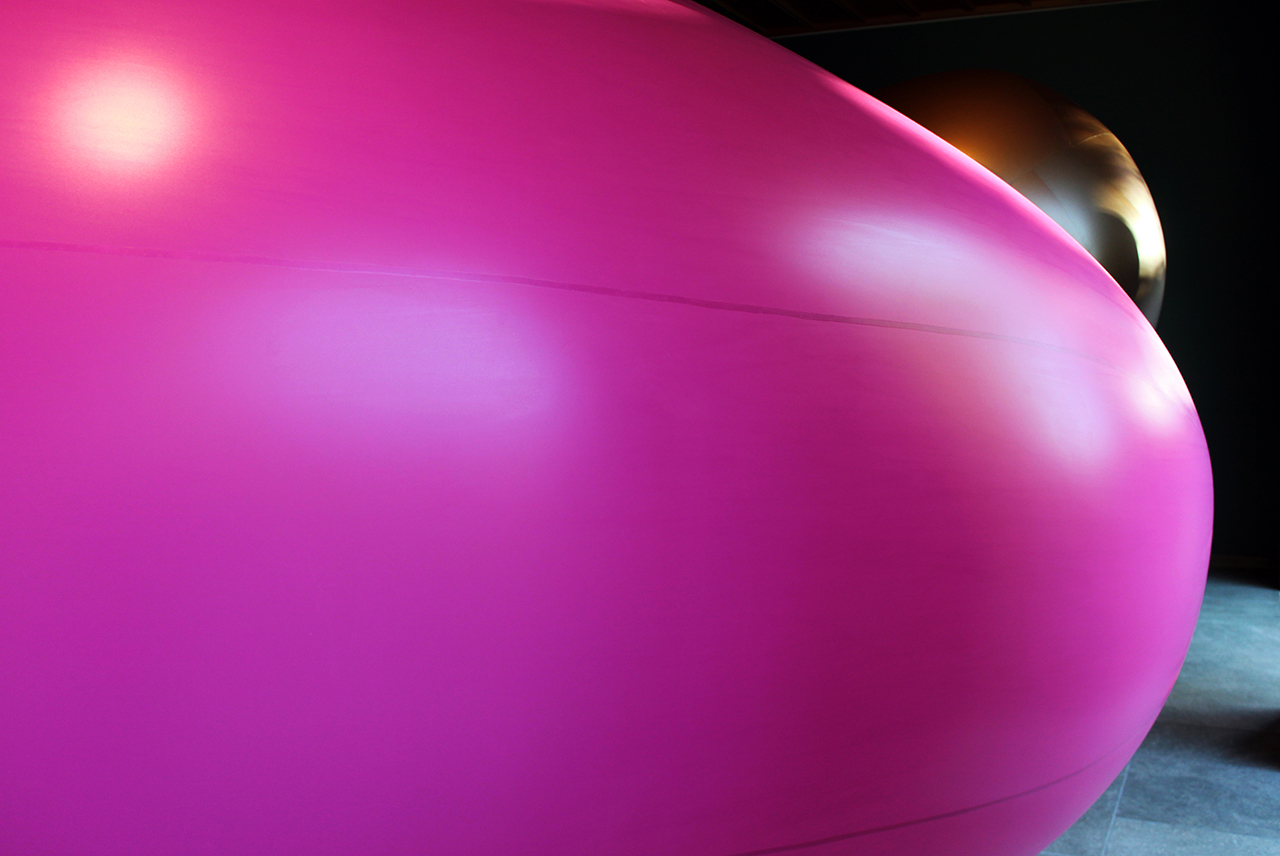
Pneumatische Cupiditas Hypertrophie

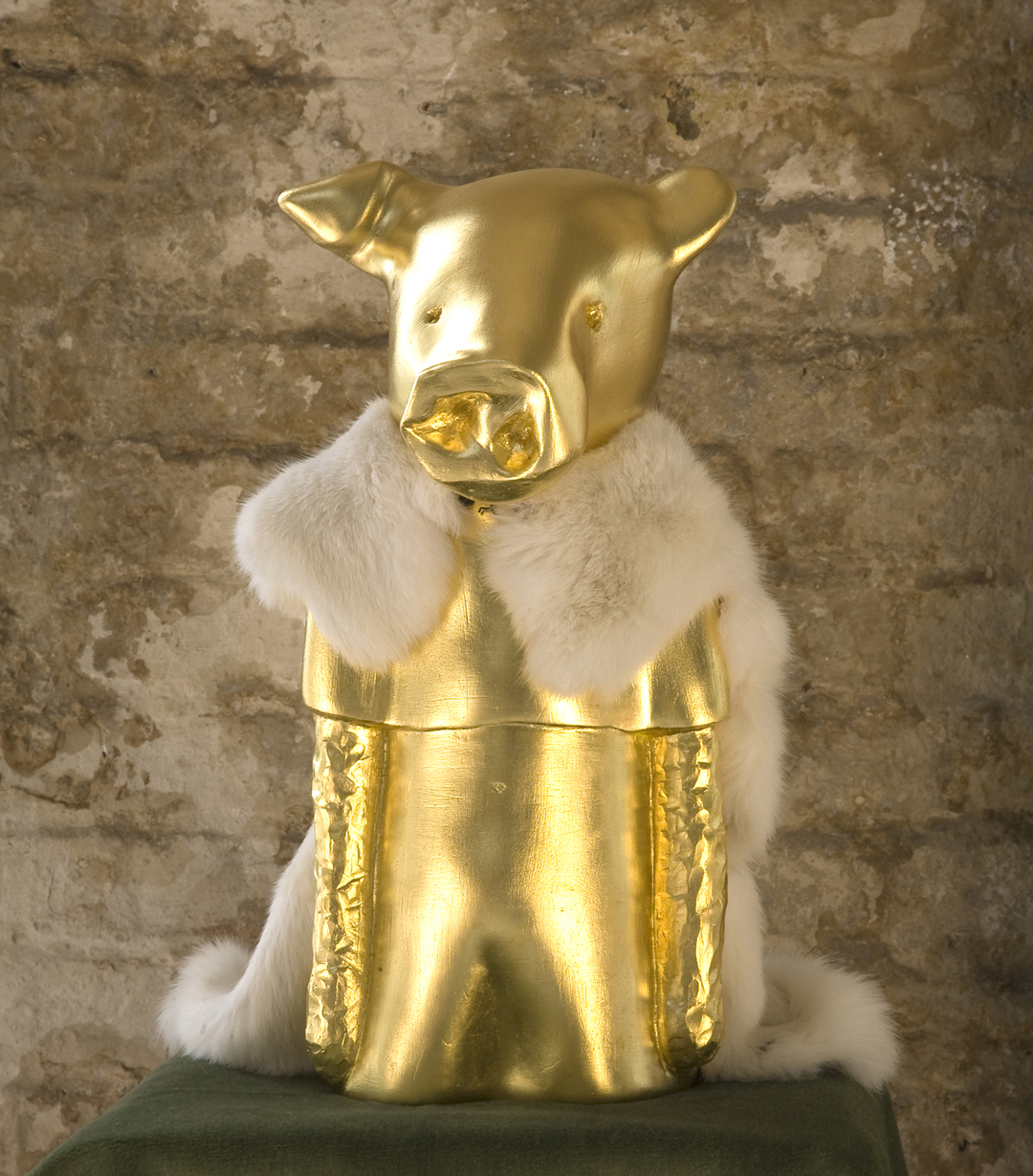
Narcissus

- 2023/24 Was MACHT mit uns macht[93][94][95][96], Narcissus Installation, Vögele Kulturzentrum, Pfäffikon, CH
- 2024 J'adore les femmes[97][98], MACT/CACT Museo e Centro d’Arte Contemporanea Ticino, Bellinzona, CH
- 2024 6. Biennale Le Latitudini dell'arte - Italia/Svizzera, Installation mit Yoshi + Moshi[99][100][101][102][103], Meeresmuseum Galata, Genua, IT
- 2025 Was gibt es Neues?, Kunstankäufe 2024 vom Kanton Zug[104], Verwaltungsgebäude an der Aa, Zug, CH

### Filme und Drehorte
Nina Stähli bricht in ihren Filmen mit allen dramaturgischen Konventionen und fordert den Betrachtenden durch ebendieses bewusste Ignorieren filmischer Normen heraus. Der ungewohnte Umgang mit Handlung und Spannung verführt zunächst zur Schlussfolgerung, keine Narrative erkennen zu können. Dieser vermeintliche Eindruck wird durch die fehlende verbale Artikulationsmöglichkeit der "Big Heads"-Figuren verstärkt. Doch wer sich auf die Reduktion von Stählis filmischen Arbeiten und die bedachten Bildflüsse der Künstlerin einlässt, erkennt im Fehlen des Gewohnten bald den Entfaltungsraum für die eigene Imagination. So konstruiert jede Betrachterin und jeder Betrachter einen individuellen Film, die Figuren mit ihren überdimensionalen Köpfen und deren scheinbare Verlorenheit werden zum poetischen Moment. Dabei bilden die für die Filme komponierten Soundtracks in Symbiose mit den minimalistischen Handlungen eine weitere Deutungsebene und sind gleichzeitig identitätsstiftendes Ausdrucksmittel für die stummen "Big Heads".
- 2007 Die Kunsttäter[106], Berlin, DE
- 2007 Die Unterwanderung[107], Berlin, DE
- 2010 Ruby Dean and the White Silence[108], Berninapass, CH
- 2011 Mount'n Dean[109], Zug, CH
- 2012 Chou de Voltaire[110], Zug, CH
- 2012 Culture Clash[111], Berlin, DE
- 2012 Last Supper[112], Zug, CH
- 2013 Enzo Genesis[113], Berlin, DE
- 2013 Homeless[114], Hossegor, FR
- 2013 Occupy ORF - Ein Fest für Yoshi + Moshi[115], Wien, AUT
- 2014 Casa Nostra[116], San Vito lo Capo, Sizilien, IT
- 2014 Glory Land[117], Charleston SC, Birchwood TN, Nashville TN, Kansas City MO, Mountain Home AR, Winslow AR, USA
- 2016 Lost Lost[118], Labenne, FR
- 2017 Quartet of Bambi[119], Luzern, CH
- 2019 Battlefields of Cupiditas[120], Brunnen, CH
- 2019 Face Yoshi[121], Fano, IT
- 2020 Yoshi + Moshi: Movie World Tour[122], Barbengo, CH, Mailand, IT, Genua, IT
- 2020 Big-headed solitude[123], Luzern, CH, Berlin, DE
- 2022 Broncos Island[124], Ronco sopra Ascona, CH
- 2023 Háblame[125], Malnate, IT, Buenos Aires ARG
- 2024 Exit Right[126], Ligornetto, CH
- 2024 Enigma Code[127], Chiasso, CH

### Auszeichnungen
- 2007 Atelier-Stipendium des Kantons Zug[128], Berlin, DE
- 2011 Kulturpreis CHAMpion[129], Cham ZG, CH
- 2013 Artist in Residence[130], ORF III, Wien, AUT
- 2014 Atelier Flex des Kantons Zug[131][132][133], USA
- 2014 Artist in Residence, Kansas City Artists Coalition[134], Kansas City, MO, USA

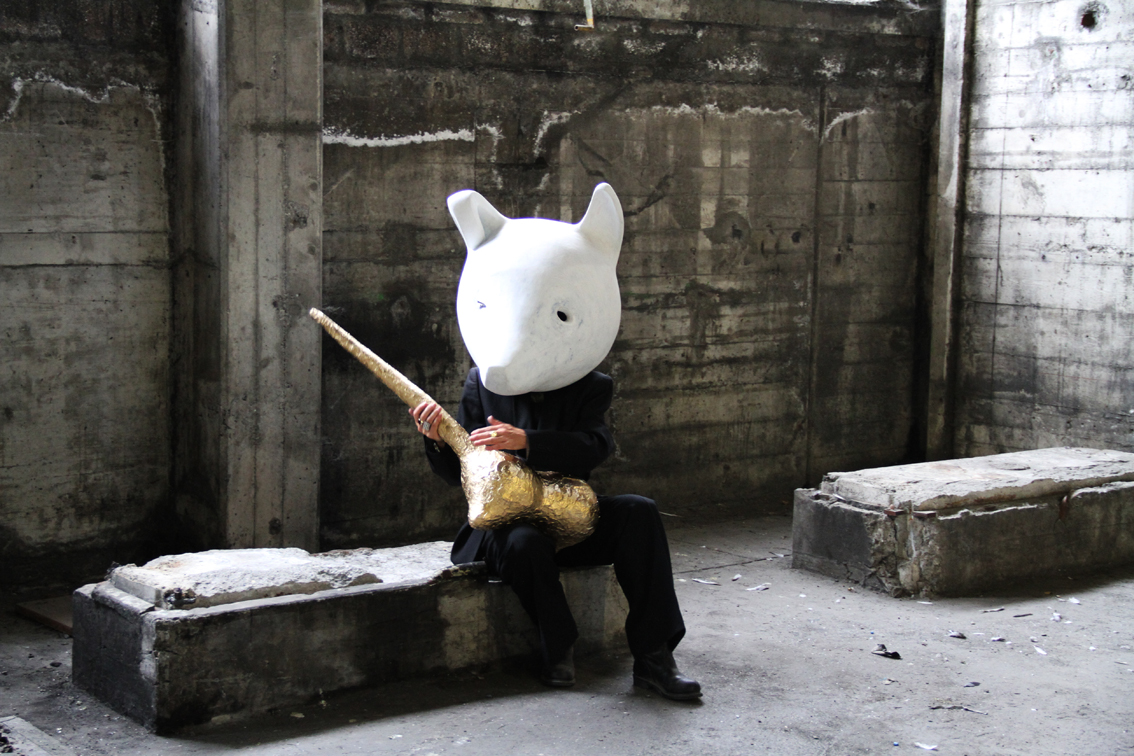
Big Head James

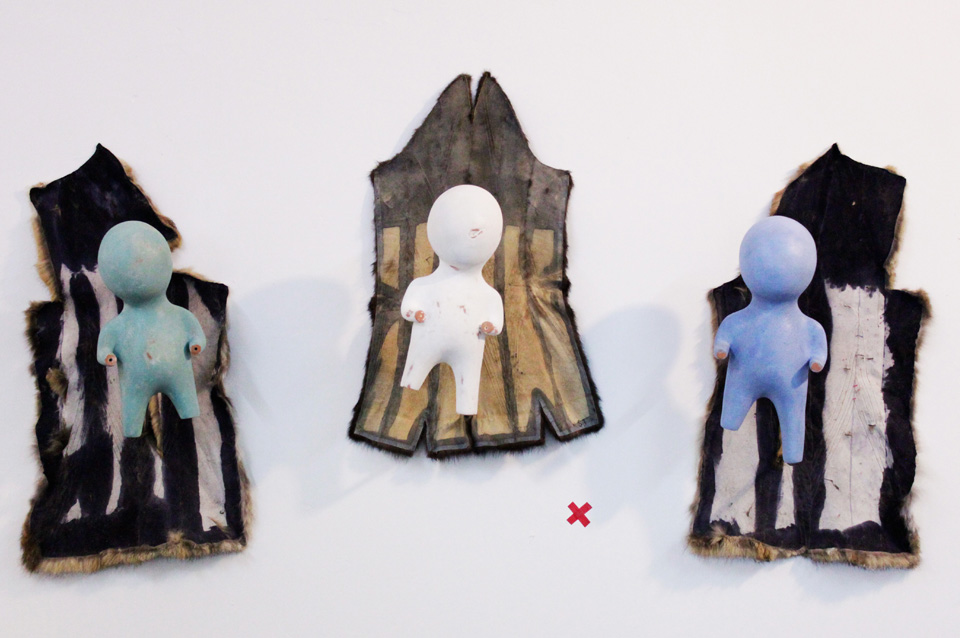
Glory Land Skulpturen

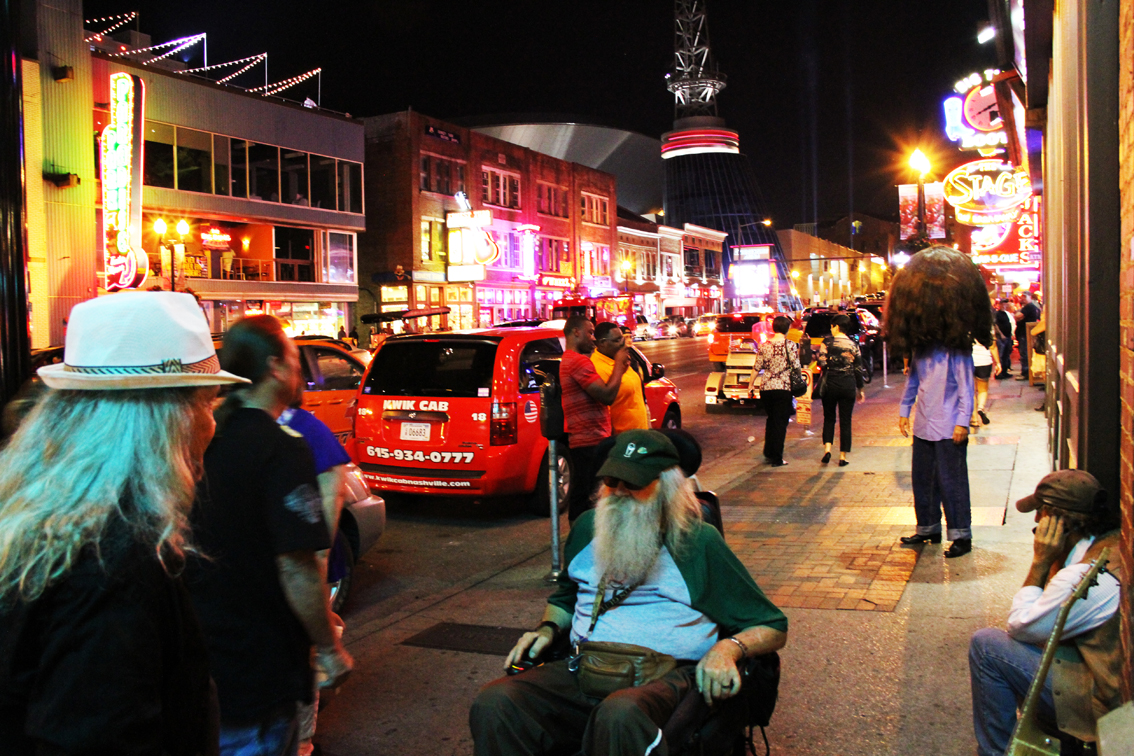
Big Head TearHead in Nashville, TN

### Kunst und Bau
- 2001 zauber-ei[135][136], Schulhaus Riedmatt, Zug, CH
- 2007 Gemeinschaftsgrab für die ganz Kleinen[137], Cham ZG, CH

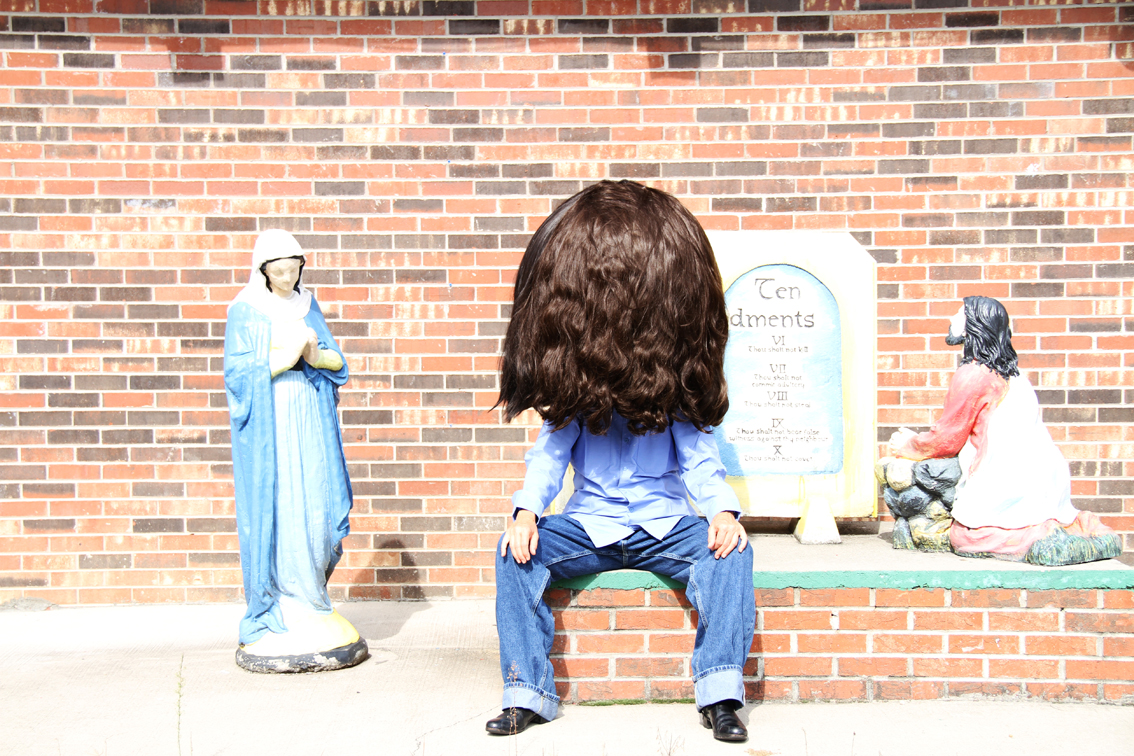
Big Head TearHead in Cherokee, NC

- 2015 Stockberg Hotel & Apartments[138], Siebnen, CH
- 2016 Restaurant Tulipan[139], Einsiedeln, CH
- 2018/19 Hotel Beau Séjour[140][141][142][143][144], Luzern, CH
- 2022 Villa Maria[145][146][147][148], Luzern, CH
- 2024 Hotel Schlüssel Luzern[149][150], Luzern, CH

### Performances
- 2011 Stock & Change[151][152], Zug, CH
- 2012 Culture Clash[153], Kunstpause, Zug, CH
- 2012 Ein Fest für Yoshi + Moshi[154][155], Kunsthalle Luzern, Luzern, CH

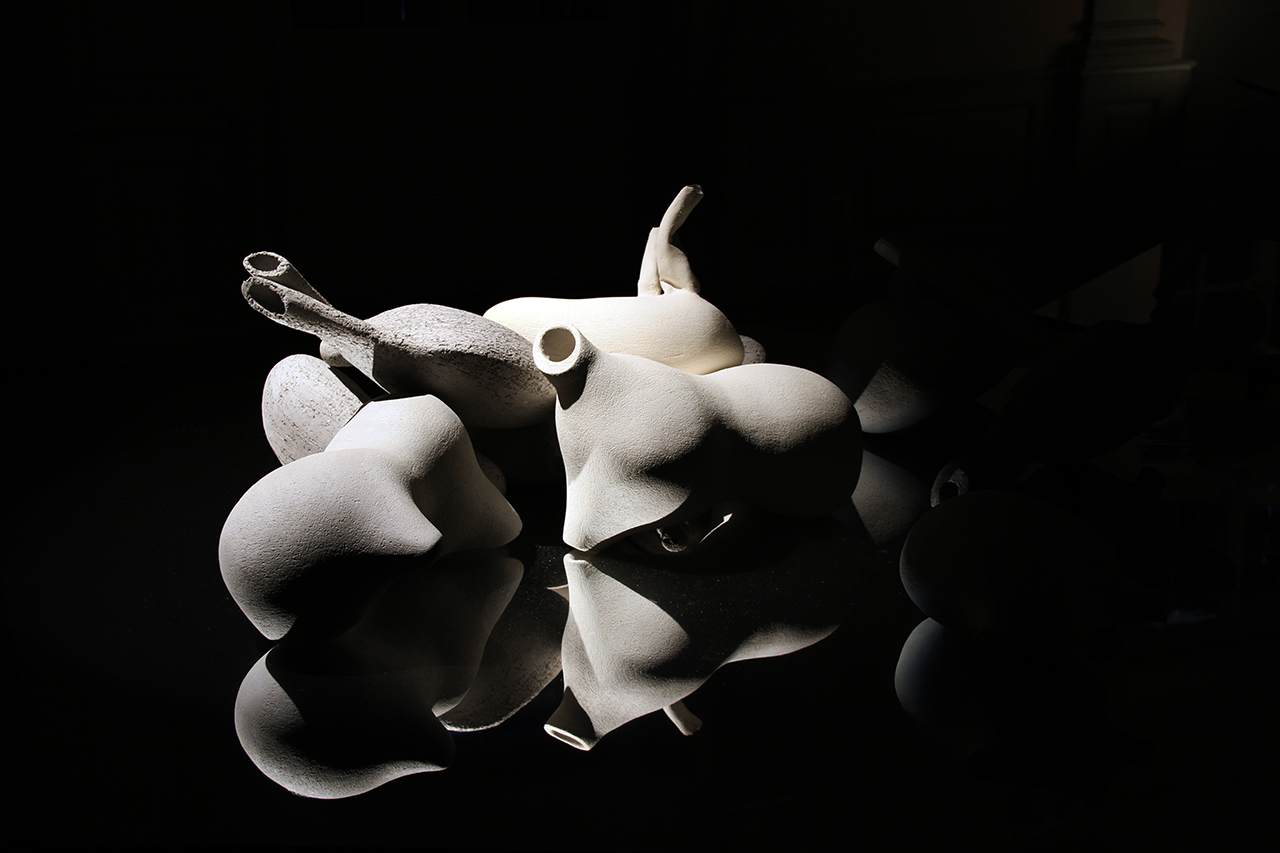
Battlefields of Cupiditas Skulpturen

- 2012 The Holy Pig of Berlin[156][157][158], Genua IT
- 2012 Last Supper[159], Substitut, Berlin, DE
- 2014 Last Supper[160], Galerie Weiertal, Winterthur, CH
- 2014 TearHead[161], 21C Museum Hotels, Bentonville AR, USA
- 2014 TearHead[162], Kansas City Artists Coalition, Kansas City MO, USA
- 2021 IDÉE REÇUE[163], MACT/CACT Museo e Centro d’Arte Contemporanea Ticino, Bellinzona, CH
- 2022 Yoshi + Moshi, Universo Immersivo[164][165], Nidwaldner Museum, Stans, CH
- 2024 Occupy Superba mit Yoshi + Moshi, 6. Biennale Le Latitudini dell'arte - Italia/Svizzera[166][167][168][169][170], Meeresmuseum Galata, Genua, IT

## Texte (Auswahl)
- Big-headed solitude[171], Prof. Dr. Ralf Frisch, Nürnberg, DE
- Adoptionskunst; Ein Fest für Yoshi und Moshi[172], Prof. Dr. Bettina Gockel, Zürich, CH
- GLORY LAND, Dr. Jan Schall[173], Kansas City MO, USA
- GLORY LAND[174], Fanni Fetzer, Luzern, CH
- Im Kosmos der Big Heads[175], Stefan Kaiser, Zürich, CH
- Tiere blicken Dich an[176], Dr. Heinz Stahlhut, Basel, CH
- Occupy ORF[177], Prete Maier, Wien, AT
- Aufforderung zur Schatzsuche[178], Ronald Schenkel, Zürich, CH

## Kataloge, Veröffentlichungen

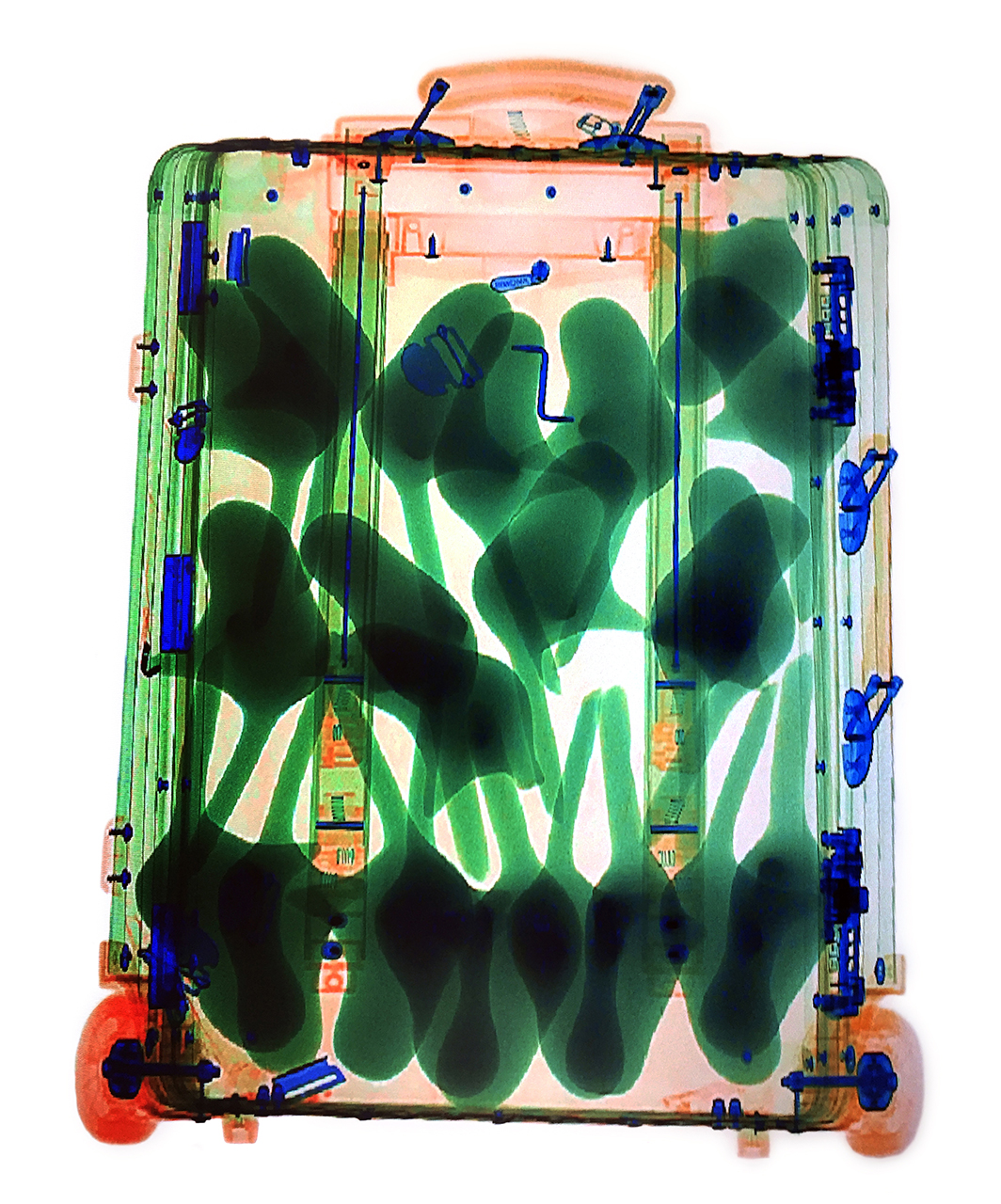
Cupiditas viral

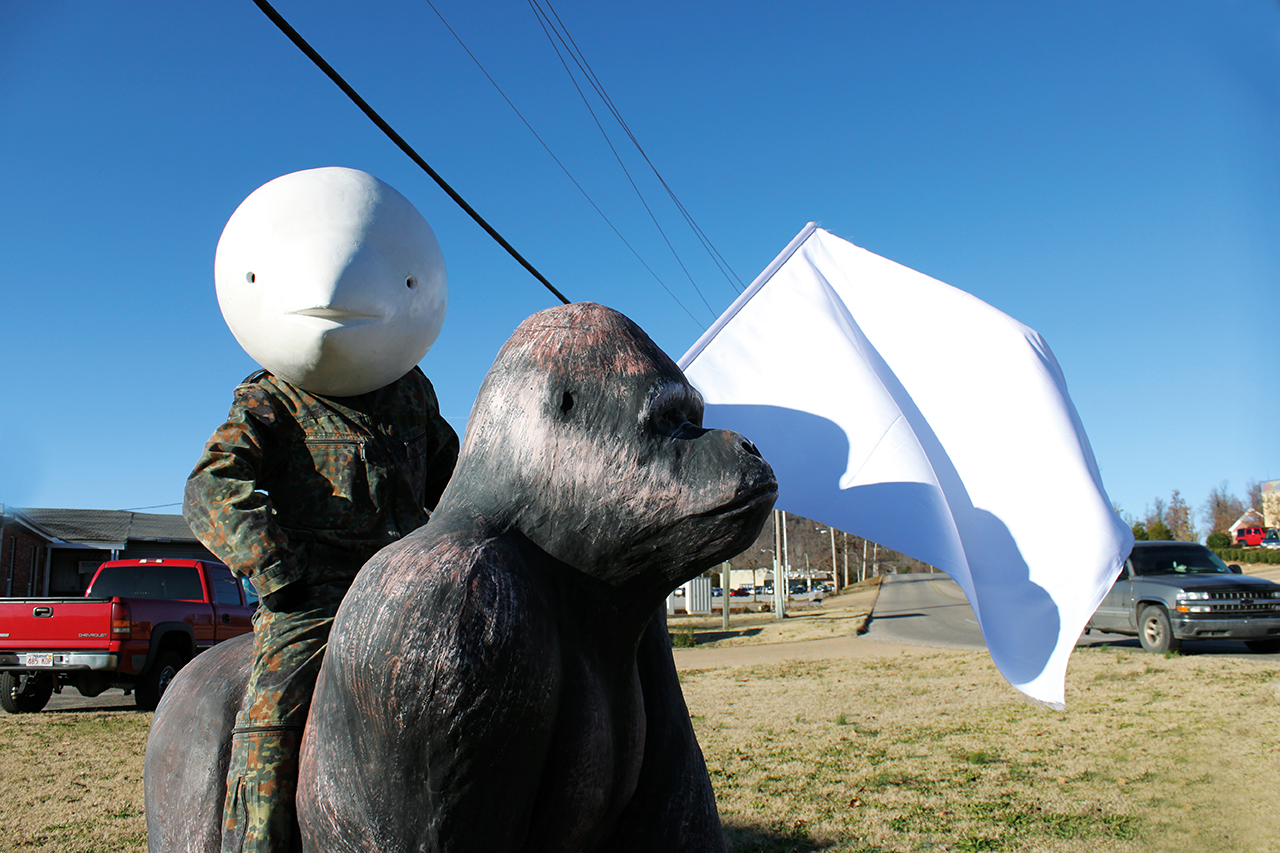
Big Head Sparrow in Mountain Home, AR

- "The resistance part II" swisscovery
- "Biennale Le latitudini dell'arte : Svizzera - Italia", swisscovery
- "Le latitudini dell'arte" Berlin, swisscovery
- "Battlefields of Cupiditas" kunst galerie fürth, swisscovery
- "Battlefields of Cupiditas" Kunsthaus Zofingen, swisscovery
- "Glory Land" swisscovery[179]
- "Touching Heroes" swisscovery
- "The resistance part I" swisscovery
- "Zug-Genua", swisscovery
- "And Ruby Dean" swisscovery
- "Sotterraneo" swisscovery